# سامانثا لارسون
سامانثا لارسون (بالإنجليزية: Samantha Larson)‏ هي متسلقة جبال أمريكية، ولدت في 1988 في لونغ بيتش في الولايات المتحدة.